# Alix Le Clerc

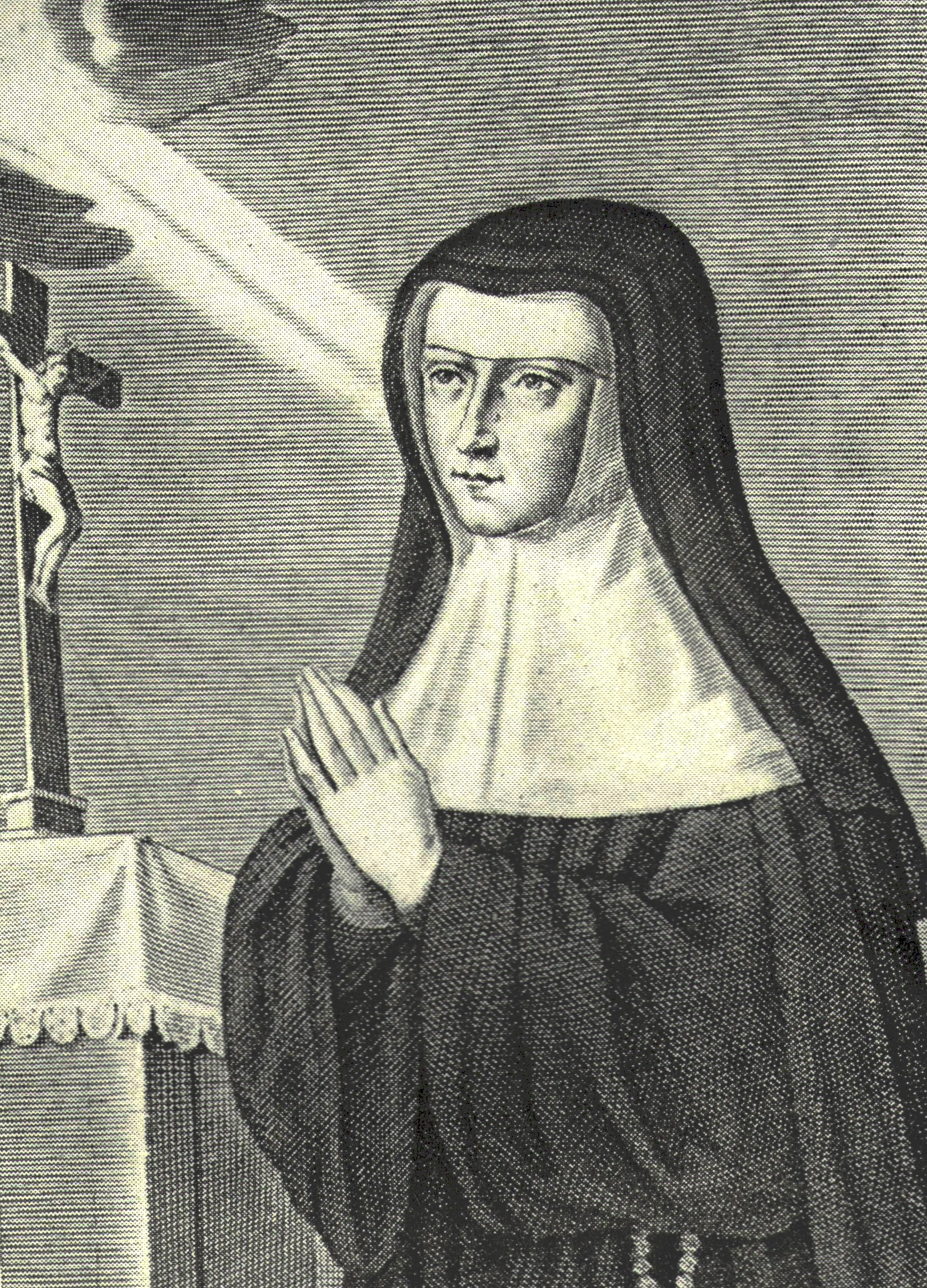
Alix Le Clerc als Ordensschwester Maria Theresia von Jesus

Alix Le Clerc (* 2. Februar 1576 in Remiremont, Frankreich; † 9. Januar 1622 in Nancy) war eine französische Ordensschwester und Mitbegründerin der Augustiner-Chorfrauen. Als Ordensschwester nahm sie den Namen Maria Theresia von Jesus an, 1947 erfolgte die Seligsprechung.

## Leben
Ihr Vater war ein angesehener Kaufmann aus Remiremont in Lothringen, der in den Adelsstand erhoben wurde. Ihre Mutter war mit mehreren vornehmen Familien verwandt. Die christlich geprägten Eltern hatten den sehnlichsten Wunsch, ihre Tochter in die adelige Gesellschaft einzuführen.
Eine plötzliche Erkrankung, die sich über vier Jahre hinzog, führte bei Alix zu einer geistlichen Erkenntnis. Nach Wiedererlangung der Gesundheit ging sie zur Beichte und wurde von geheimnisvollen Träumen aufgerüttelt. In einem dieser Träume

„sah sie sich in der Kirche Unserer Lieben Frau in Remiremont während der Messe. Als sie beim Offertorium zum Altare schritt – der schöne Brauch, Opfergaben darzubringen, bestand damals noch unter den Gläubigen –, bemerkte sie an einer Altarseite eine Frau in eigenartiger Tracht, die ganz verschieden war von allen, die sie je gesehen: ein schwarzes Kleid, ein schwarzer Schleier, ein schwarzes Brusttuch. Sie erkannte in dieser Frau die allerseligste Jungfrau Maria selbst. « Ich wagte nicht, mich ihr zu nähern wegen meiner Unwürdigkeit, » schreibt Alix. « Da sie das bemerkte, rief sie mich und sagte: 'Komm, meine Tochter, ich will dich aufnehmen, denn es hat meinem Sohn wohlgefallen, daß du zur Beichte gegangen bist.' » Obwohl Alix dachte: « Es ist nur ein Traum », fühlte sie immer wieder den Zwiespalt zwischen ihrem bisherigen Leben und dem Anruf Gottes, der sie in ein neues, unbekanntes Sein führen wollte. Alles würde besser werden, dachte sie, wenn sie nur Remiremont verließe, wo sie in ihre ‚Vergnügungen‘ verstrickt war.“

Als der Vater im Jahre 1595 verstarb, zog die Familie auf das Land in die kleine Ortschaft Hymont. Zum Gottesdienst ging die Familie in die Kirche von Mattaincourt und hier begegnete sie ihrem geistlichen Vater, dem Chorherren und Pfarrer Pierre Fourier (1565–1640). Durch die geistliche und pastorale Tätigkeit dieses Pfarrers bestärkt, fühlte sich Alix zum Leben als Ordensschwester berufen.

## Ordensgründung
Ein weiterer Traum, der ihren Wunsch bestärkte und in dem sie glaubte, einen Auftrag übermittelt bekommen zu haben, erzählte sie ihrem Pfarrer. Pfarrer Fourier bestärkte sie in der Traumdeutung und beauftragte sie, gleichgesinnte Mädchen zu suchen. Alix gelang es, drei junge Mädchen für ein Leben in einer Ordensgemeinschaft zu gewinnen. In einer Mitternachtsmesse weihten sie ihr Leben in der Kirche zu Mattaincourt dem Dienst in der Gnade Gottes. Dies gilt als der Gründungstag der heutigen Augustiner-Chorfrauen. Am 2. Juli 1598 eröffnete die Kongregation in Poussay die erste Mädchenschule, hieraus ergab sich gleichwohl ein großer Zuwuchs für die neue Ordensgemeinschaft. 1599 errichteten sie das erste Kloster in Mattaincourt. Schnell hintereinander wurden Klöster in Saint-Mihiel, Saint-Nicolas-de-Port, Pont-à-Mousson und in Nancy gegründet. 1598 wurden die ersten Ordensregeln verfasst, zu denen der Chorherr Pierre Fourier einen großen Anteil beigetragen hatte. 1616 erteilte Papst Paul V. für den Konvent des Klosters Nancy die päpstliche Approbation, dieser folgte 1643 durch Papst Innozenz X. die Bestätigung und Erweiterung auf den gesamten Frauenorden. 1606 wurde in Nancy das Mutterhaus der Augustiner-Chorfrauen errichtet und Maria Theresia übernahm bis 1621 das Amt der Oberin.

## Tod und Seligsprechung
Im Alter von nur 46 Jahren verstarb Mutter Maria Theresia von Jesus am 9. Januar 1622 in Nancy. In ihrem Leben hatte sie viele Unannehmlichkeiten überstehen müssen. Ihr starker Glaube an die Hilfe der heiligen Gottesmutter Maria hatte sie aber nie verloren. Am 4. Mai 1947 wurde sie von Papst Pius XII. seliggesprochen. Ihr kirchlicher Gedenktag wurde auf den 9. Januar festgelegt.